# Yerba Santa, Guerrero
Yerba Santa är en ort i Mexiko.   Den ligger i kommunen Xalpatláhuac och delstaten Guerrero, i den sydöstra delen av landet, 230 km söder om huvudstaden Mexico City. Yerba Santa ligger 1 781 meter över havet och antalet invånare är 407.
Terrängen runt Yerba Santa är kuperad. Runt Yerba Santa är det ganska tätbefolkat, med 56 invånare per kvadratkilometer. Närmaste större samhälle är Tlapa de Comonfort, 12,8 km nordväst om Yerba Santa. I omgivningarna runt Yerba Santa växer huvudsakligen savannskog.